# Michael Liwowski
Michael Liwowski (* 5. Juli 1951 in Tangermünde; † 9. August 2011 in Klötze) war ein deutscher Politiker (CDU), der von 1990 bis 1991 als Abgeordneter dem  Landtag von Sachsen-Anhalt angehörte.

## Ausbildung und Leben
Michael Liwowski schloss die Schule nach der 10. Klasse ab, absolvierte eine Lehre auf der Schiffsreparaturwerft Tangermünde und besuchte dabei die Berufsschule in Stendal. Danach war er als Maschinenschlosser auf der Werft in Tangermünde tätig. Es folgte ein Studium an der Fachschule für Maschinenbau und Elektrotechnik in Magdeburg. Anschließend arbeitete er als Maschinenbau-Schichtingenieur im VEB Holzausfonnungswerk Tangermünde, als Investitionsaufbauleiter in der dortigen Schokoladenfabrik und war Geschäftsführer der Ökologische Produkte Altmark GmbH in Klötze von 1998 bis zu deren Insolvenz im Oktober 2001.
Michael Liwowski war römisch-katholisch, verheiratet und hatte zwei Kinder.

## Politik
Michael Liwowski trat der Ost-CDU bei, wurde Mitglied in deren Parteivorstand und stellvertretender Parteivorsitzender des Kreises Klötze. Er gehörte seit 1979 dem dortigen Kreistag an und war bis 1989 als Ratsmitglied für Umweltschutz, Wasserwirtschaft und Erholungswesen zuständig. Nach der Wende war er als ehrenamtlicher Landrat des Kreises Klötze und Kreisvorsitzender der „Schutzgemeinschaft Deutscher Wald“ tätig.
Er wurde bei der ersten Landtagswahl in Sachsen-Anhalt 1990 im Landtagswahlkreis Salzwedel-Klötze (WK 1) direkt in den Landtag gewählt.
Auf der konstituierenden Sitzung der CDU-Fraktion am 16. Oktober 1990 kandidierte er als Vorsitzender der CDU-Fraktion, unterlag aber mit 8 gegen 31 Stimmen gegen Joachim Auer. Die Mitglieder des Stasi-Untersuchungsausschusses des Landtages stellten anhand der Akten der Gauck-Behörde eine Stasi-Mitarbeit von Michael Liwowski fest. Am 12. September 1991 legte er daher sein Mandat nieder. Sein Nachfolger im Landtag wurde Martin Ruch.